# بال‌پرنده‌ای استادینگری
بال‌پرنده‌ای استادینگری (نام علمی: Troides staudingeri) نام یک گونه از تیره پروانه‌های دم‌چلچله‌ای است.